# Circle of One
Circle of One è un album della cantautrice statunitense Oleta Adams, pubblicato dall'etichetta discografica Fontana e distribuito dalla PolyGram nel 1990.
L'album, disponibile su long playing, musicassetta e compact disc, è prodotto da Roland Orzabal e David Bascombe. Degli 8 brani, 4 sono interamente composti dall'interprete, che firma anche Don't Look Too Closely, inserito solamente nella versione CD. Get Here è la cover di un brano di Brenda Russell del 1988.

## Tracce

### Lato A
1. Rhythm of Life
2. Get Here
3. Circle of One
4. You've Got to Give Me Room

### Lato B
1. I've Got to Sing My Song
2. I've Got a Right
3. Will We Ever Learn
4. Everything Must Change